# Rhynchochalcis retusa
Rhynchochalcis retusa is een vliesvleugelig insect uit de familie bronswespen (Chalcididae). De wetenschappelijke naam is voor het eerst geldig gepubliceerd in 1951 door Steffan.